# Stupno
Stupno is een plaats in de gemeente Sisak in de Kroatische provincie Sisak-Moslavina. De plaats telt 557 inwoners (2001).